# Polypedates dugritei
Polypedates dugritei é uma espécie de anfíbio da família Rhacophoridae.
Pode ser encontrada nos seguintes países: China, Vietname, e possivelmente Laos e Myanmar.
Os seus habitats naturais são: florestas temperadas, regiões subtropicais ou tropicais húmidas de alta altitude, campos de gramíneas de baixa altitude subtropicais ou tropicais sazonalmente húmidos ou inundados, marismas de água doce, marismas intermitentes de água doce, jardins rurais e florestas secundárias altamente degradadas.
Está ameaçada por perda de habitat.